# Stipa lessingiana
Stipa lessingiana is een plant uit de grassenfamilie (Poaceae). De soort komt hoofdzakelijk voor in de steppegordel van Roemenië en Oekraïne oostwaarts door het zuiden van Rusland, Kazachstan, Daurië, Mongolië en het westen van China. Wordt daarnaast ook aangetroffen in de Balkan en de Zuidelijke Kaukasus.
... · 
S. capillata · 
S. lessingiana · 
S. pennata · 
S. pontica · 
S. pulcherrima · 
S. tirsa · 
S. ucrainica · 
S. zalesskii · 
...